# Wolves (canción de Kanye West)
«Wolves» es una canción interpretada por el rapero norteamericano Kanye West con colaboraciones de Sia Furler y Vic Mensa. Fue producida por Cashmere Cat y Sinjin Hawke. Forma parte del séptimo álbum de estudio de West, titulado The Life of Pablo (2016). West debutó la canción el 12 de febrero de 2015 en un espectáculo de moda donde también presentó su nuevo modelo de zapatillas Adidas. La presentación fue retransmitida en directo en más de 40 ciudades alrededor del globo.
La versión de "Wolves" con las colaboraciones de Sia y Vic Mensa fue la segunda pista confirmada del álbum. La primera versión de la canción, sin Sia y Vic Mensa, contenía un nuevo verso de West y una outro de Frank Ocean. En marzo de 2016, el álbum fue actualizado y se incluyó una nueva versión de la canción con Sia y Vic Mensa. La versión de Frank Ocean se convirtió en otra canción, titulada "Frank's Track", que aparece en el álbum después de "Wolves".
La canción fue usada en el tráiler de la película Unforgettable (2017) y en la serie de Netflix Ozark.

## Composición
«Wolves» fue producida por Cashmere Cat y Sinjin Hawke, con colaboración de la cantante y compositora australiana Sia y el rapero de Chicago Vic Mensa. La canción ha sido descrita como "melancólica" y "sombría", con un ritmo lento, un arreglo mínimo, y un puente cargado de Auto-Tune. El "tambaleante" coro, interpretado por Vic Mensa, incluye la letra: "Soy malo. Malo para ti". Sia interpreta una rendición de las palabras de West, dándole un toque de blues, aproximadamente en el minuto 3:15.

## Presentaciones en directo
West fue uno de los varios huéspedes musicales del Saturday Night Live 40th Anniversary Special que emitió NBC en febrero de 2015. Interpretó "Jesus Walks" y "Only One", y después, Sia y Mensa se unieron a la actuación para el debut en directo de "Wolves". Debido a la limitada movilidad que el "claustrofóbico" escenario ofrecía, los tres vocalistas reptaron y se agacharon durante la actuación, y Sia llevó una peluca blanca corta.

## Recepción
Brittany Spanos, de Rolling Stone, dijo que la canción era reminiscente del trabajo de West en su álbum 808s & Heartbreak (2008).